# Plectrophenax nivalis
Lo zigolo delle nevi (Plectrophenax nivalis) (Linnaeus, 1758) è un uccello passeriforme della famiglia Calcariidae.

## Etimologia
Il nome scientifico della specie, nivalis, significa "delle nevi" in latino, ed è un riferimento alle preferenze ecologiche di questi uccelli: il nome comune altro non è che la traduzione di quello scientifico.

## Descrizione

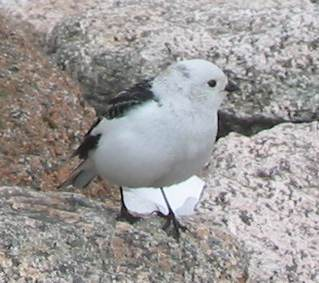
Maschio in amore a Cairngorm.

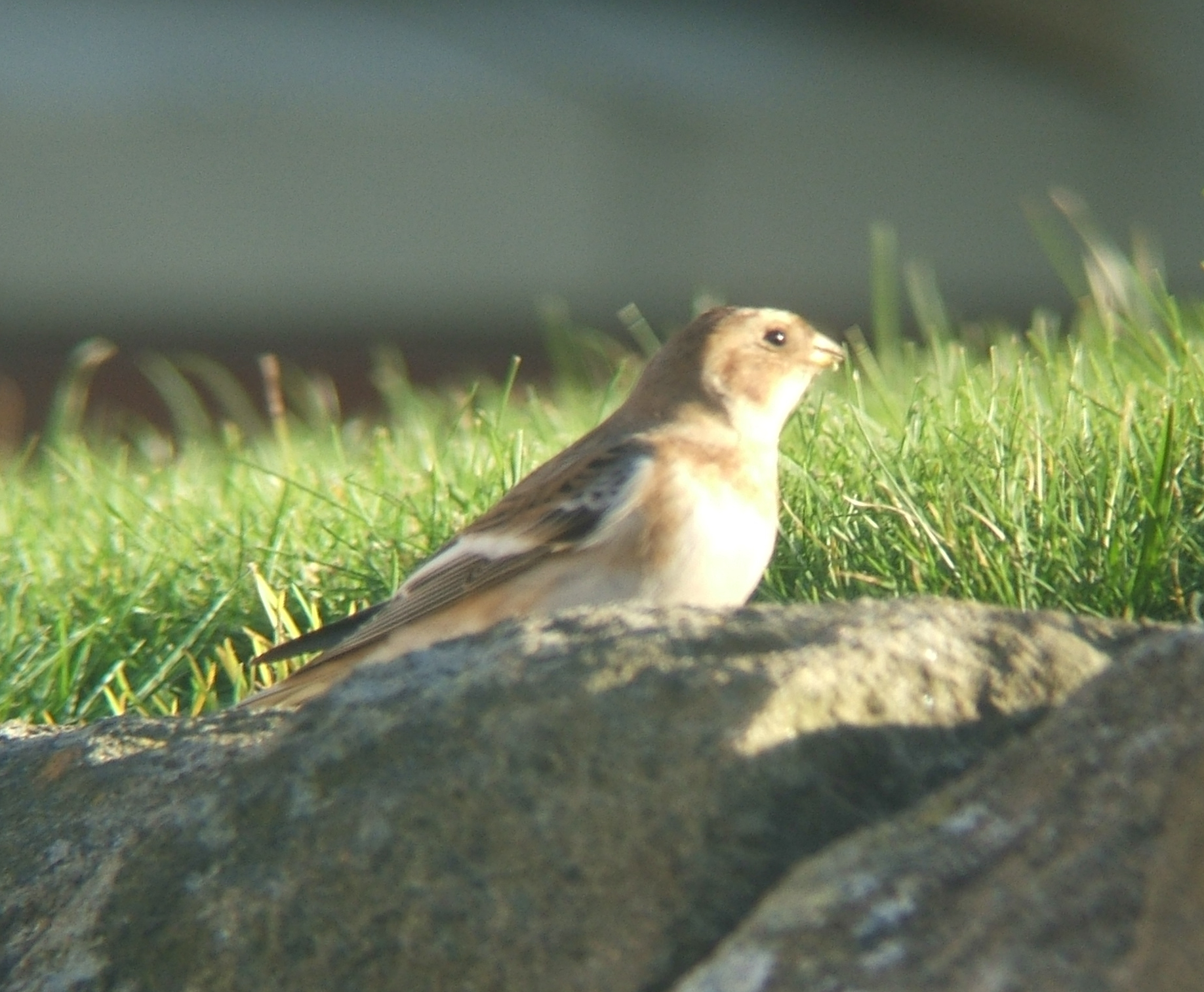
Femmina nel Northumberland.

### Dimensioni
Misura 14–18 cm di lunghezza, per 18-56 g di peso e 30–33 cm di apertura alare.

### Aspetto
Si tratta di uccelli dall'aspetto paffuto e massiccio, muniti di testa arrotondata, ali appuntite, coda dalla punta lievemente forcuta e forti zampe.
Lo zigolo delle nevi presenta dimorfismo sessuale marcato, con presenza in ambedue i sessi di una livrea riproduttiva estiva e di una livrea di eclisse invernale.

Nelle femmine il piumaggio è dominato durante l'estate dalle tonalità del bruno-nocciola, più scuro su fronte, vertice, guance, ali e coda (dove le singole penne sono orlate di chiaro, a dare un effetto screziato), mentre la parte centrale del ventre, la gola ed il sottocoda sono di colore bianco: durante l'inverno, l'estensione della colorazione bianca aumenta, pur rimanendo confinata nell'area ventrale, coprendo anche buona parte del petto e comprendendo anche il sopracciglio.

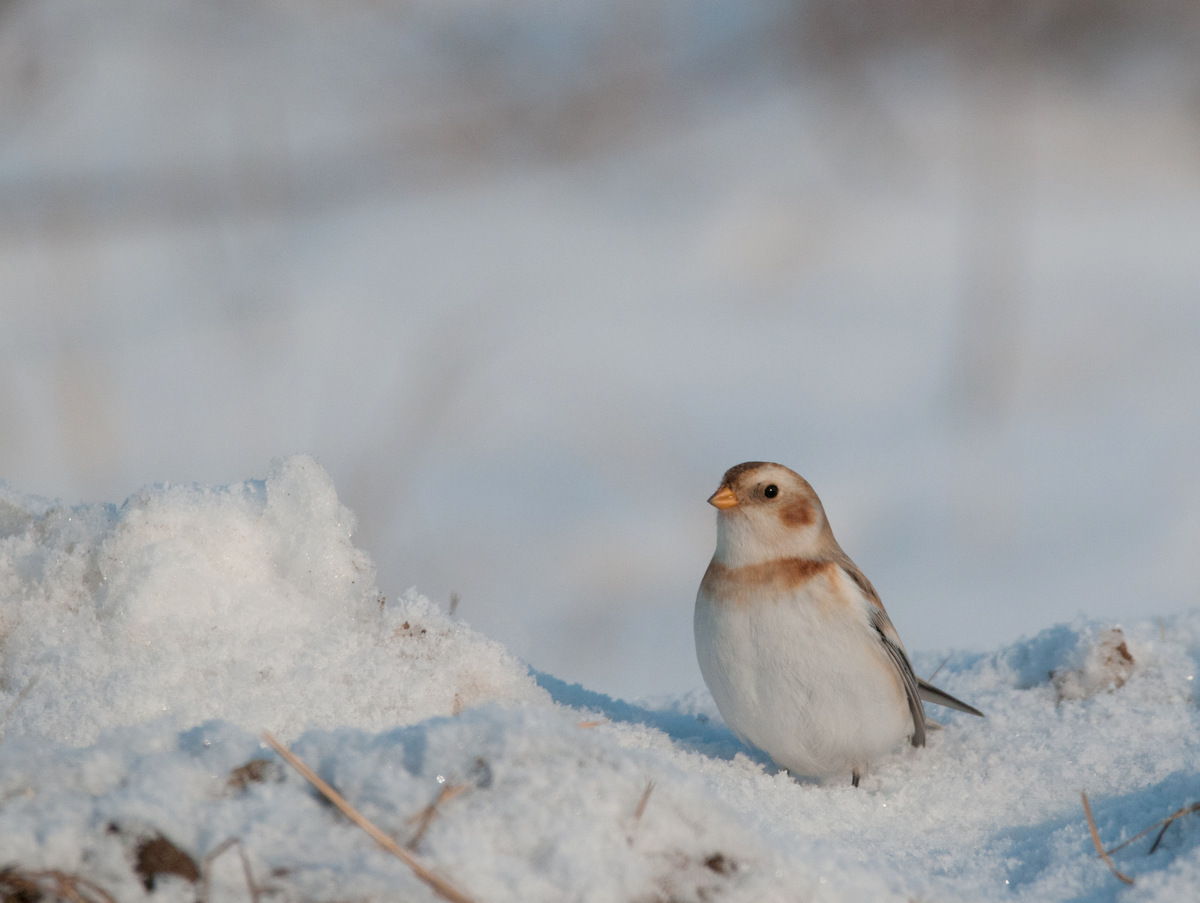
Maschio in eclisse ad Hadley.

I maschi in eclisse si presentano simili alle femmine in amore, con estensione del bianco ancora maggiore (tanto che sulla testa il bruno è limitato a fronte, vertice e nuca, mentre su guance, petto e fianchi esso è presente sotto forma di sfumatura) e area dorsale più scura, con ali quasi nere dagli ampi specchi bianchi sulle copritrici): durante la stagione degli amori, il piumaggio diviene quasi completamente bianco, con dorso, ali e coda nerastre.

Sussiste una certa variabilità individuale a livello di colorazione, in particolar modo per quanto riguarda l'estensione del bianco sul corpo durante il periodo di eclisse.
In ambedue i sessi il becco è nerastro durante la stagione degli amori e giallo-bruno durante l'eclisse, le zampe sono nerastre e gli occhi sono di colore bruno scuro.

## Biologia

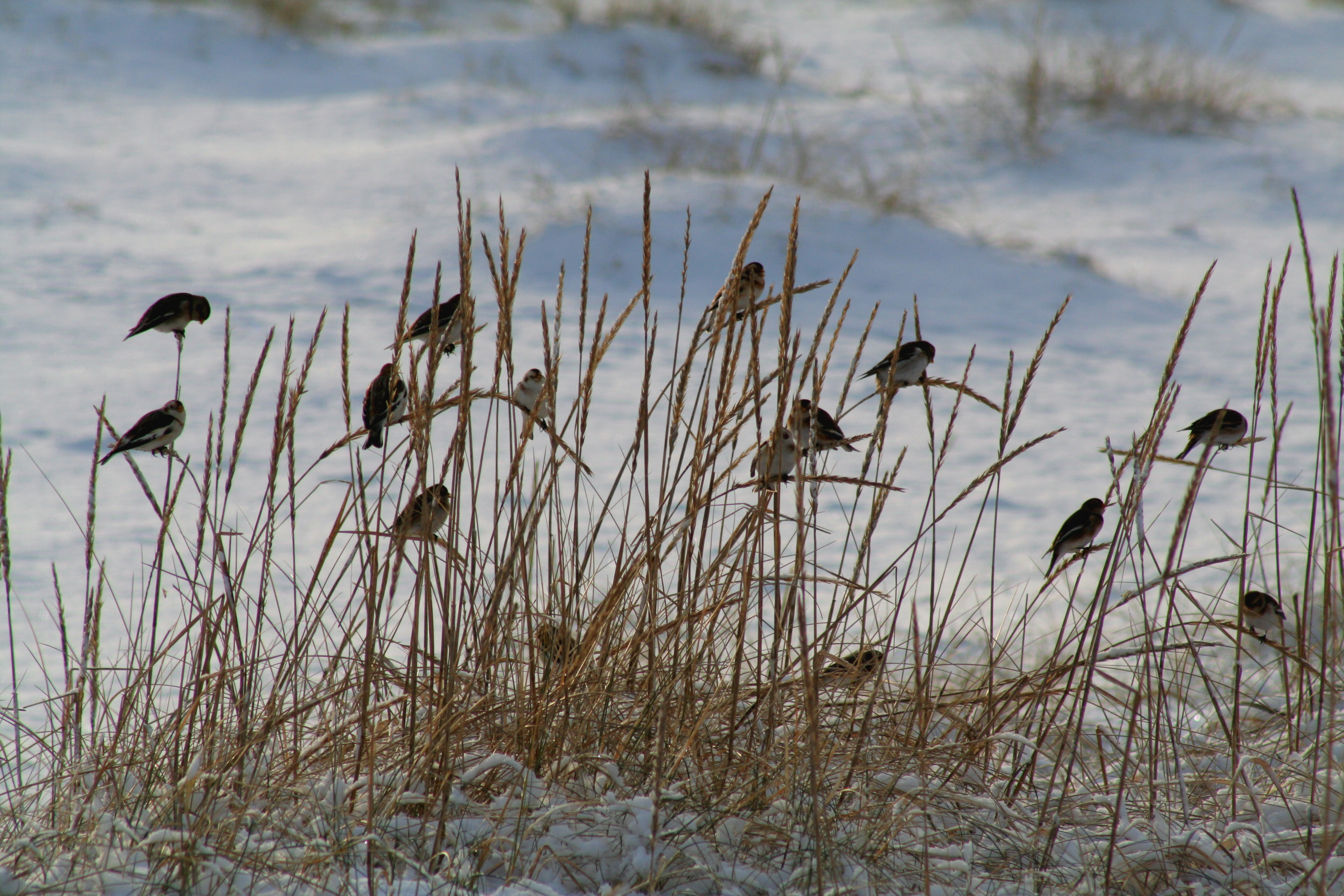
Stormo a Dornoch.

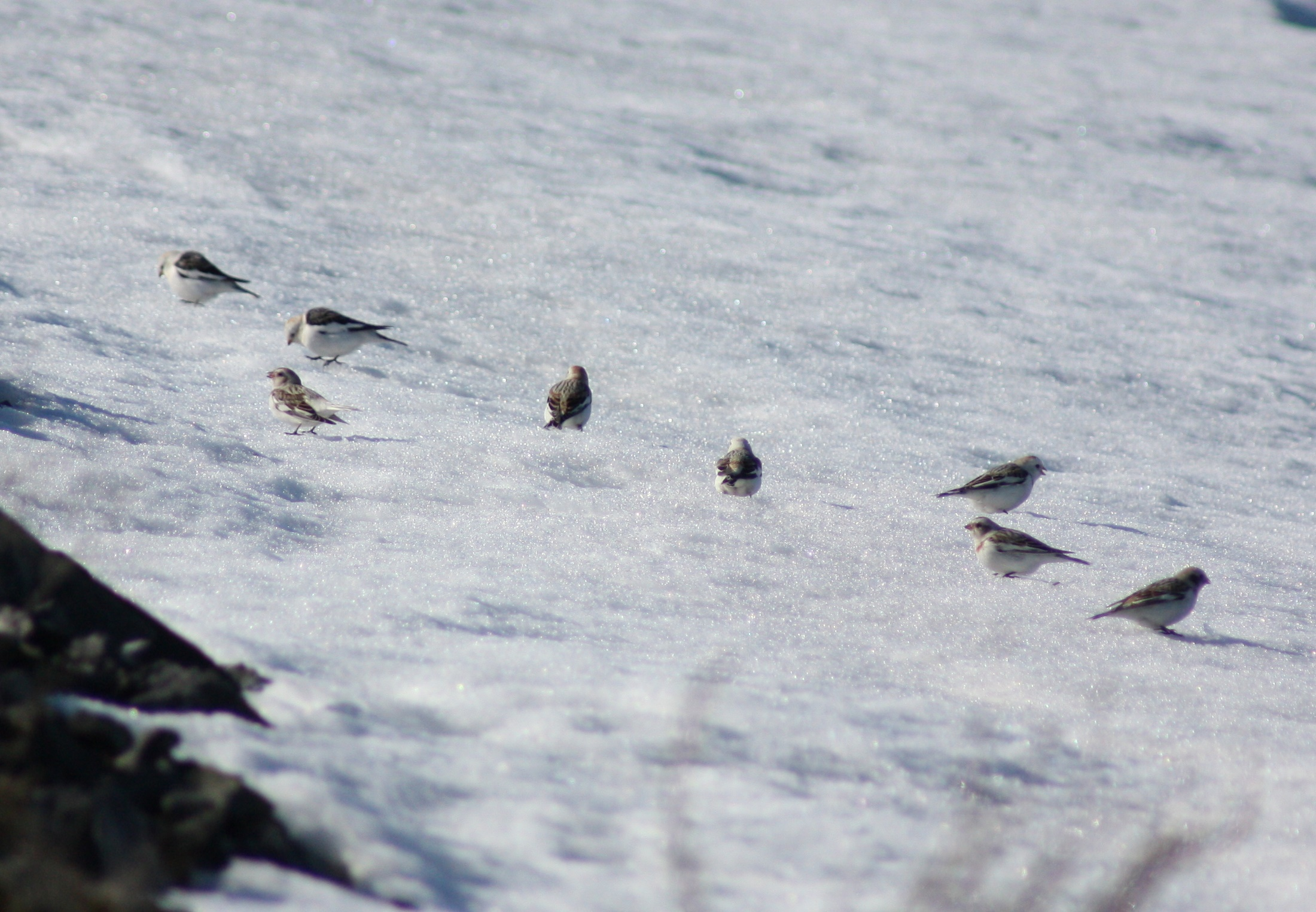
Stormo nella neve a Oulu.

Lo zigolo delle nevi è un uccello dalle abitudini diurne, che all'infuori della stagione degli amori vive in gruppetti di una decina d'individui, i quali a loro volta si aggregano durante le migrazioni in stormi di consistenza numerica anche notevole, non di rado in associazione con altre specie dalle abitudini di vita affini quali l'allodola cornuta, lo zigolo di Lapponia o le pispole.

All'interno di uno stormo e di ogni gruppo che lo compone vige una gerarchia ben definita, basata sull'anzianità (gli uccelli più anziani sono dominanti su quelli più giovani) e sul sesso (i maschi sono dominanti sulle femmine): gli stormi in migrazione appaiono molto fluidi e sembrano rotare su sé stessi, a causa dell'abitudine degli uccelli rimasti indietro di superare quelli in testa al gruppo.

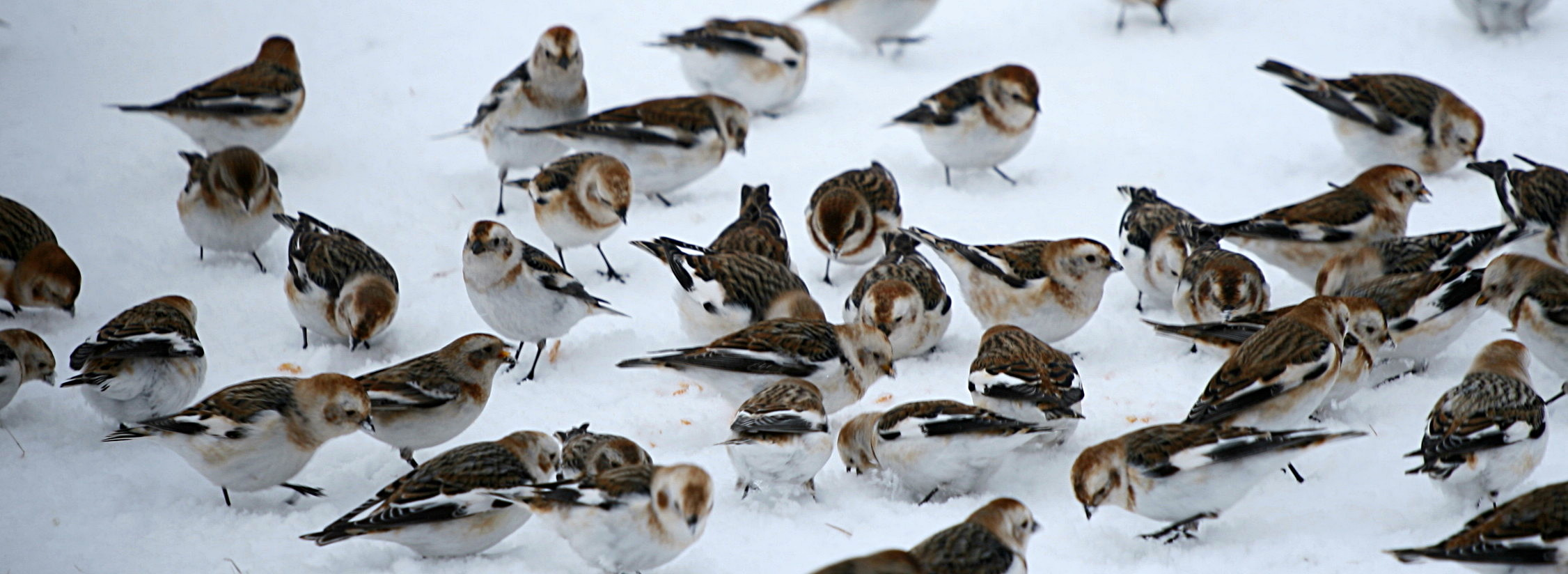
Stormo al suolo in Islanda.

Durante il giorno gli zigoli delle nevi passano la maggior parte del tempo alla ricerca di cibo al suolo: durante la notte, questi uccelli riposano accovacciati al suolo, eventualmente infossandosi nella neve per disperdere meno calore possibile. Durante il periodo migratorio, la maggior parte degli spostamenti di questa specie avvengono durante la notte, sfruttando il campo geomagnetico per orientarsi.
Durante l'inverno questi uccelli sono piuttosto silenti, tenendosi in contatto di tanto in tanto mediante corti e sommessi richiami: subito dopo l'arrivo nei siti di riproduzione, i maschi cominciano a cantare, e continueranno fino alla formazione delle coppie.

Il canto dei maschi è piuttosto gradevole e consiste in una ripetizione di sillabe di 2-5 secondi, che è differente per ciascun individuo: i maschi tendono a cantare da posizioni sopraelevate, posizionandosi su sassi o cespugli o, qualora questi non fossero disponibili, cantando in volo.

### Alimentazione

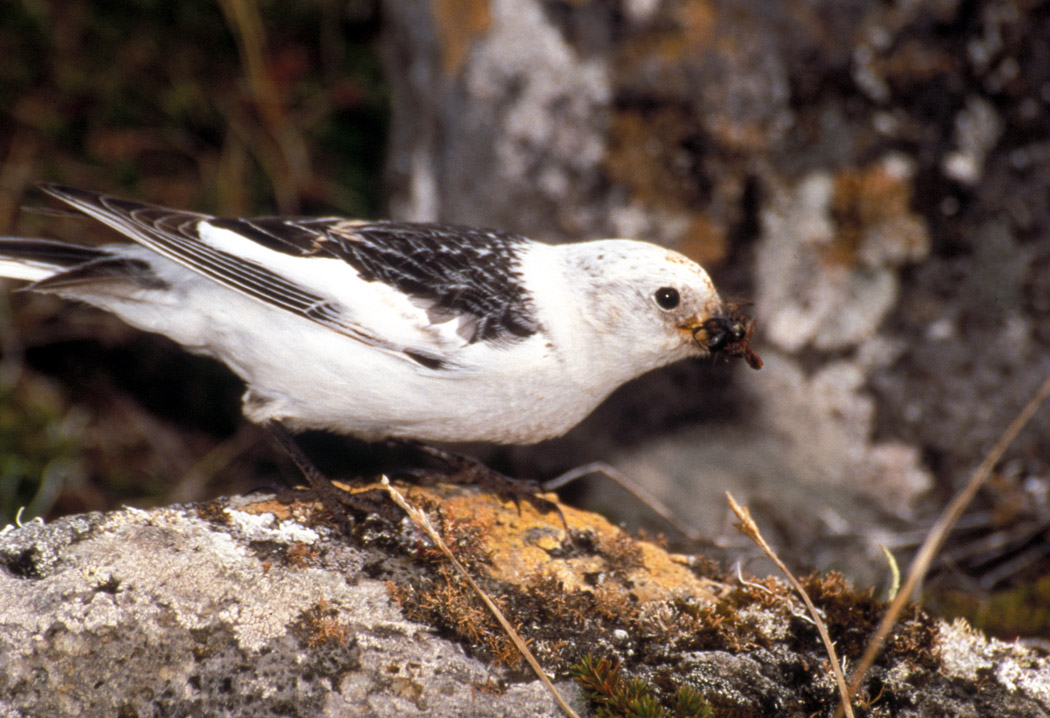
Maschio si ciba in natura.

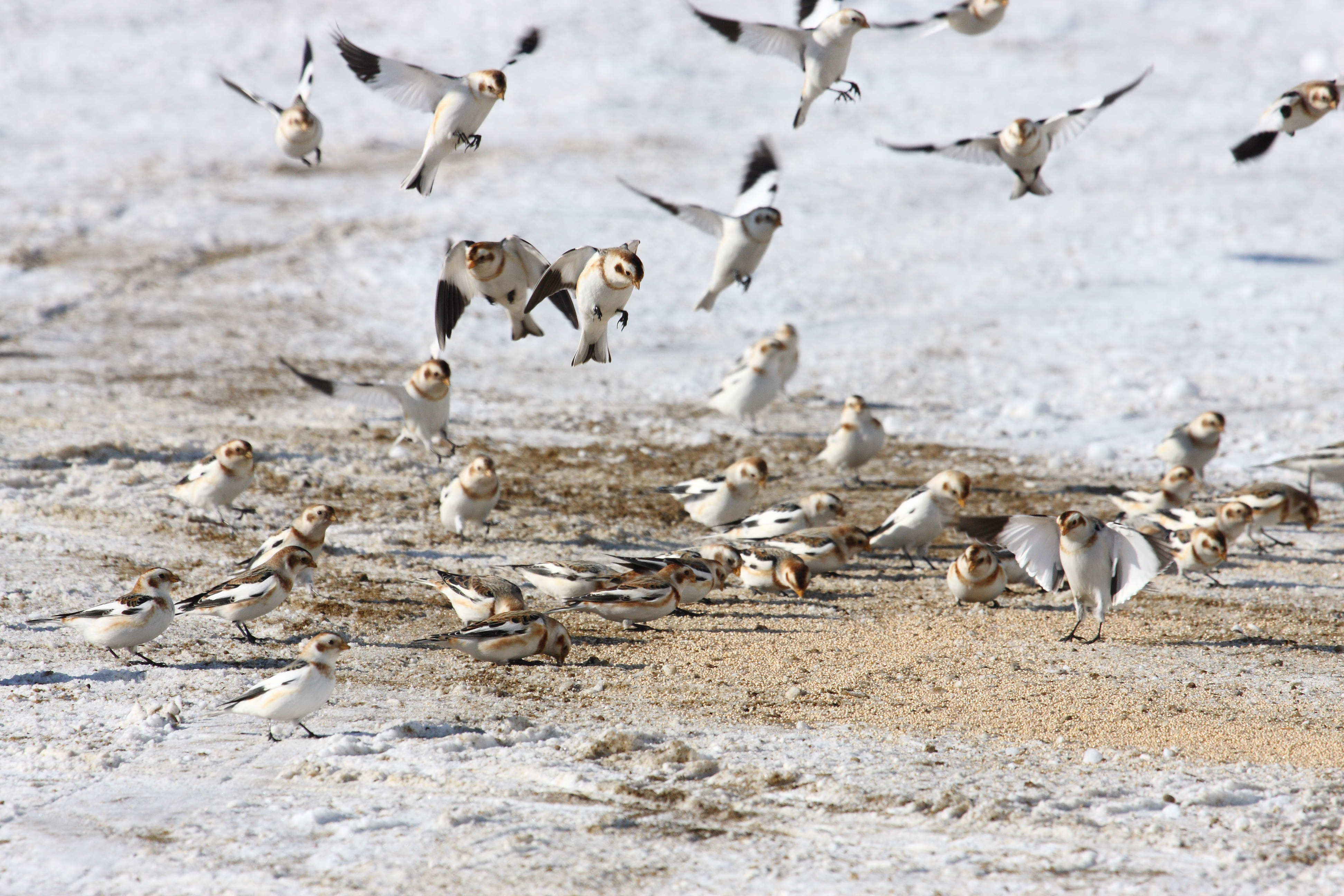
Stormo si alimenta al suolo nel Québec.

La dieta di questi uccelli tende a variare a seconda della stagione.
Durante l'inverno, essi presentano alimentazione in massima parte granivora, cibandosi di semi (reperiti direttamente dalle piante, a differenza degli altri calcariidi che si cibano principalmente beccando al suolo) di una varietà di piante erbacee, delle quali mangiano anche le foglioline tenere e i germogli: durante il periodo primaverile ed estivo, invece, questi uccelli rivolgono le loro attenzione anche a bacche e frutti di bosco, nonché su piccoli insetti (mosche, vespe, coleotteri) e ragni: le popolazioni costiere possono cibarsi anche di piccoli crostacei. Prima della migrazione primaverile, è estremamente importante per questi uccelli aumentare il proprio peso corporeo di almeno il 25%, per poter affrontare il viaggio in sicurezza.

### Riproduzione

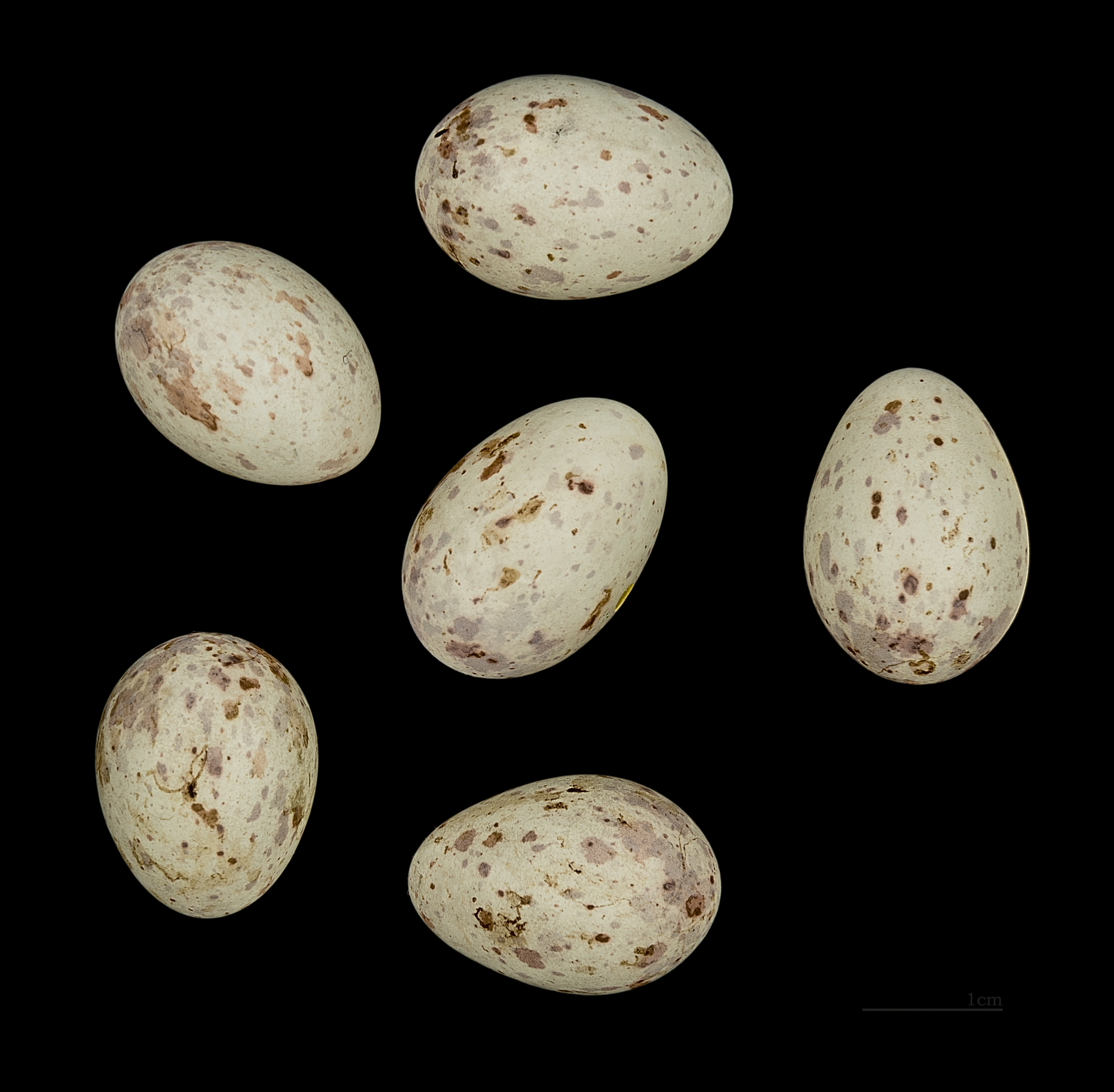
Uova.

Si tratta di uccelli monogami, che si riproducono fra maggio e la fine di giugno, portando generalmente avanti una sola covata (sebbene circa un quinto delle coppie cerchi di portarne avanti una seconda): le coppie sono molto unite, sebbene i maschi giochino un ruolo piuttosto marginale nell'evento riproduttivo.

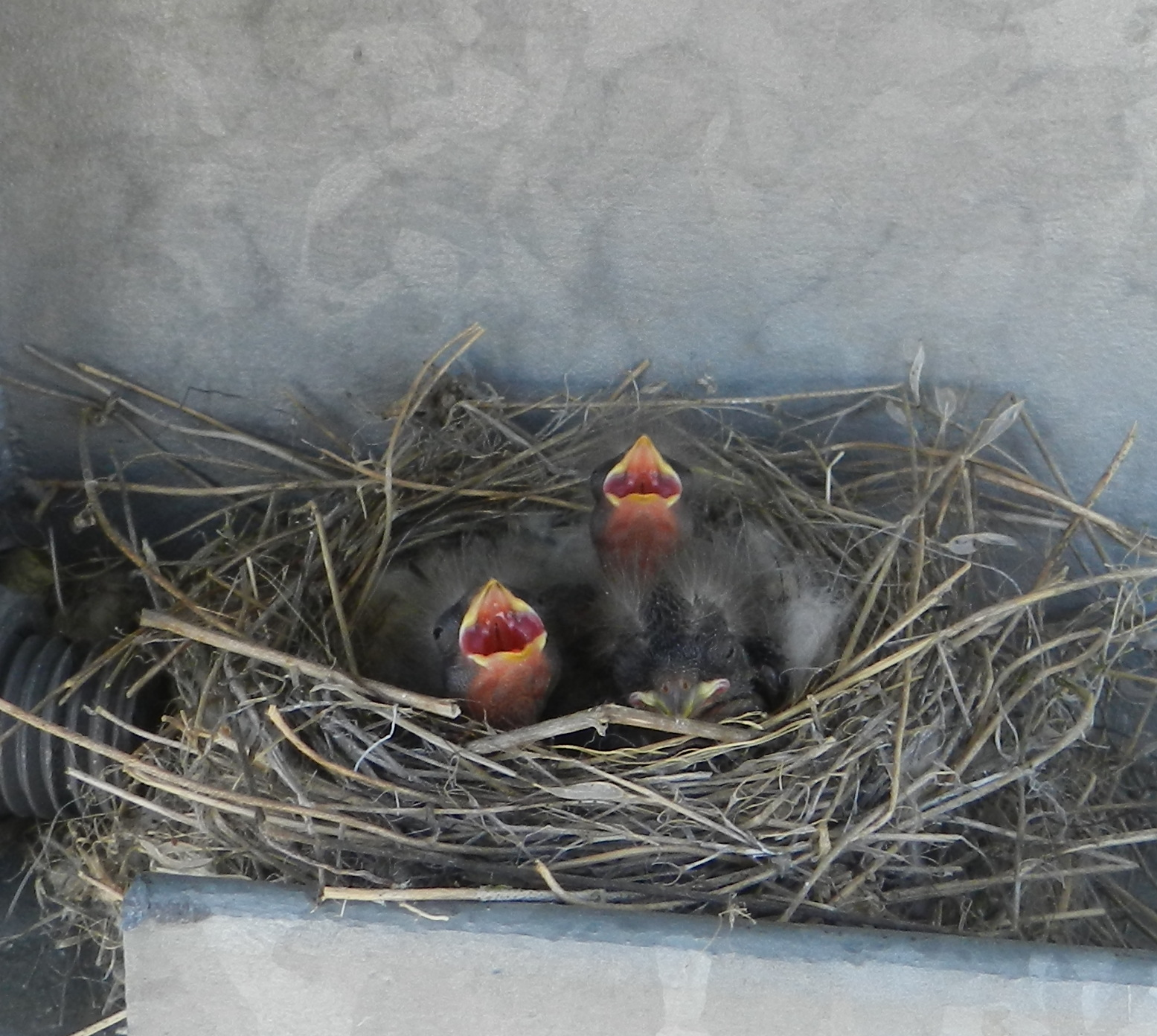
Nido con pulli di due giorni.

I maschi giungono nei siti riproduttivi a nord 3-6 settimane prima rispetto alle femmine: essi competono aspramente fra loro per ritagliarsi un territorio dove far nidificare le femmine, cercando di fidelizzare lo stesso territorio stagione dopo stagione.

All'arrivo delle femmine, i maschi cercano di attirarle cantando: all'avvicinarsi delle femmine (che mostrano predilezione per i maschi che cantano di più, poiché siccome lo zigolo delle nevi canta solo a stomaco pieno, scegliere un maschio particolarmente canternino equivale a sceglierne uno particolarmente bravo a trovare il cibo o che è in grado di mantenere un territorio particolarmente ricco di risorse, in entrambi i casi dando alla prole maggiori chances di sopravvivenza), i maschi cominciano ad inseguirle, accoppiandosi con la prima che riescono a raggiungere.

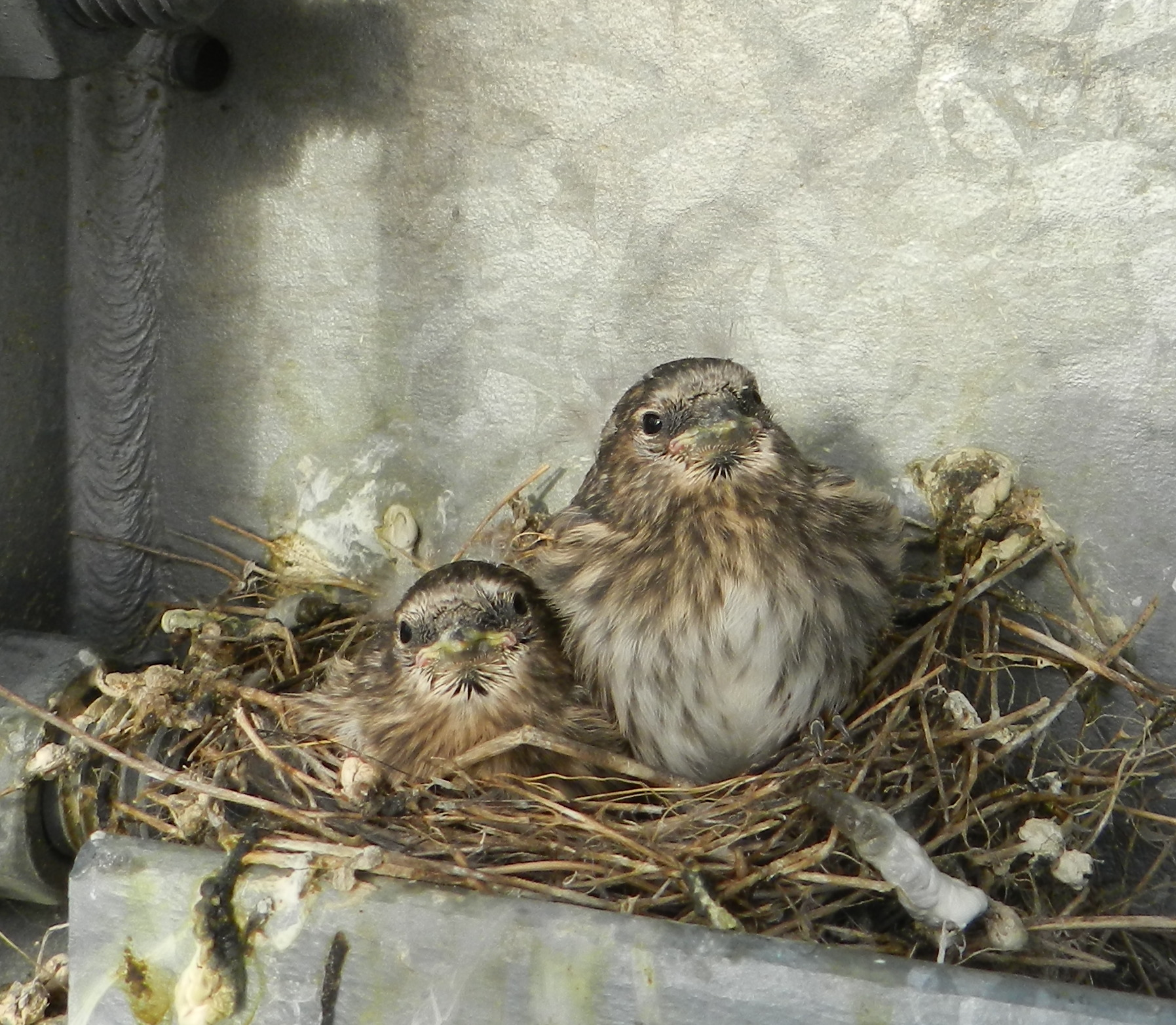
Nido con giovani di 10 giorni.

Il nido viene costruito dalla femmina al suolo fra i sassi o nella spaccatura di una roccia, costruendo una coppa di fili d'erba e licheni e foderandone l'interno con abbondante piumino e pelo: al suo interno la femmina depone 4-6 uova biancastre, con rada maculatura bruno-rossiccia al polo ottuso. La deposizione avviene non appena le temperature superano lo zero.

La cova dura 10-15 giorni, durante i quali la femmina non si alza mai dal nido e viene imbeccata dal maschio: alla schiusa, i pulli sono ciechi e ricoperti da un rado piumino grigio-biancastro. Essi vengono imbeccati da ambedue i genitori (che li nutrono quasi esclusivamente con cibo di origine animale): a circa due settimane dalla schiusa i giovani cominciano ad avventurarsi nei dintorni del nido e a tentare l'involo, e una decina di giorni dopo si allontanano dai genitori, assieme ai quali confluiranno negli stormi in partenza per i siti di svernamento.
La speranza di vita di questi uccelli in cattività sfiora i dieci anni, mentre molto verosimilmente in natura essi vivono meno della metà.

## Distribuzione e habitat

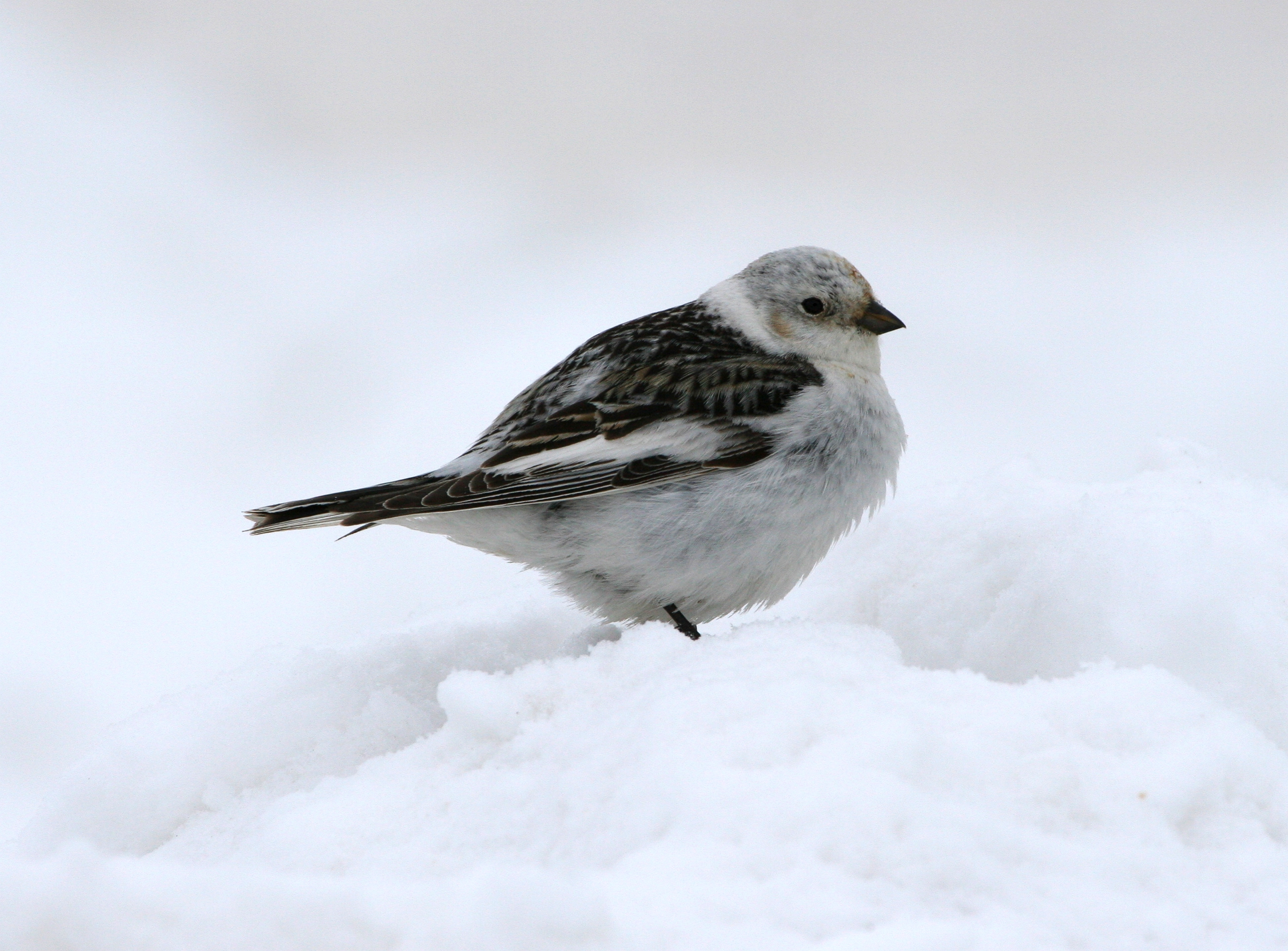
Maschio a Barrow.

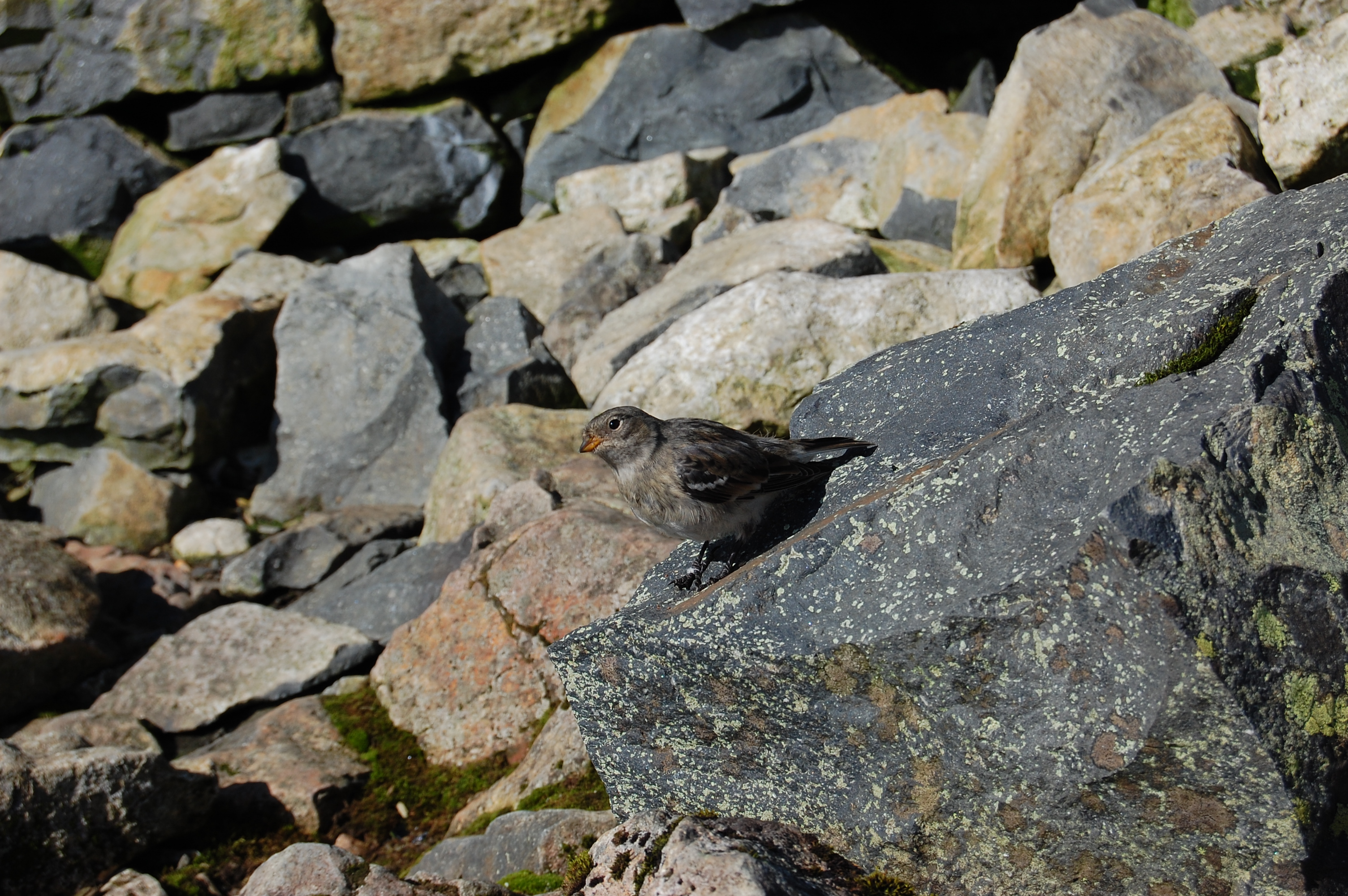
Femmina sul Ben Nevis.

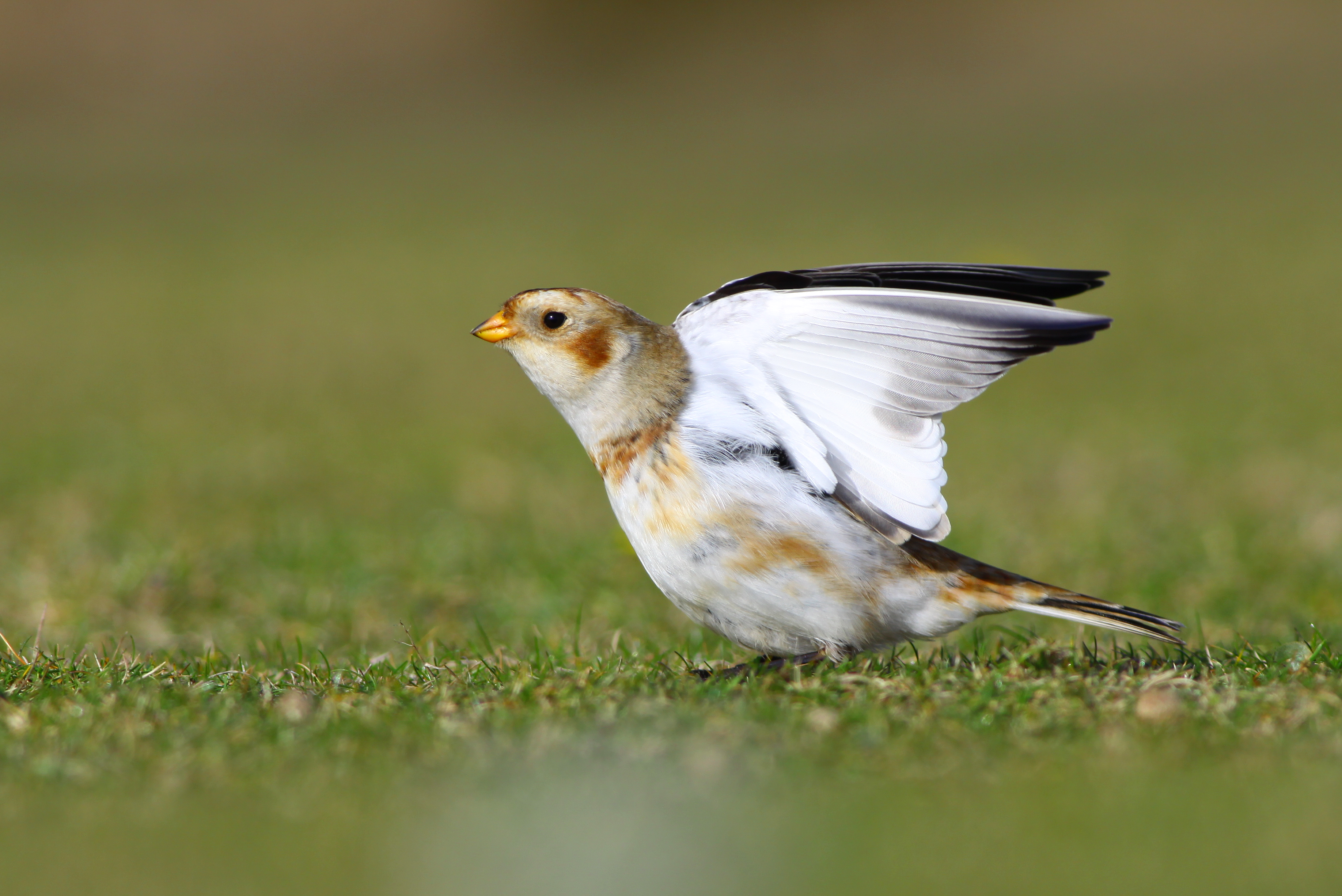
Maschio sull'Île d'Ouessant.

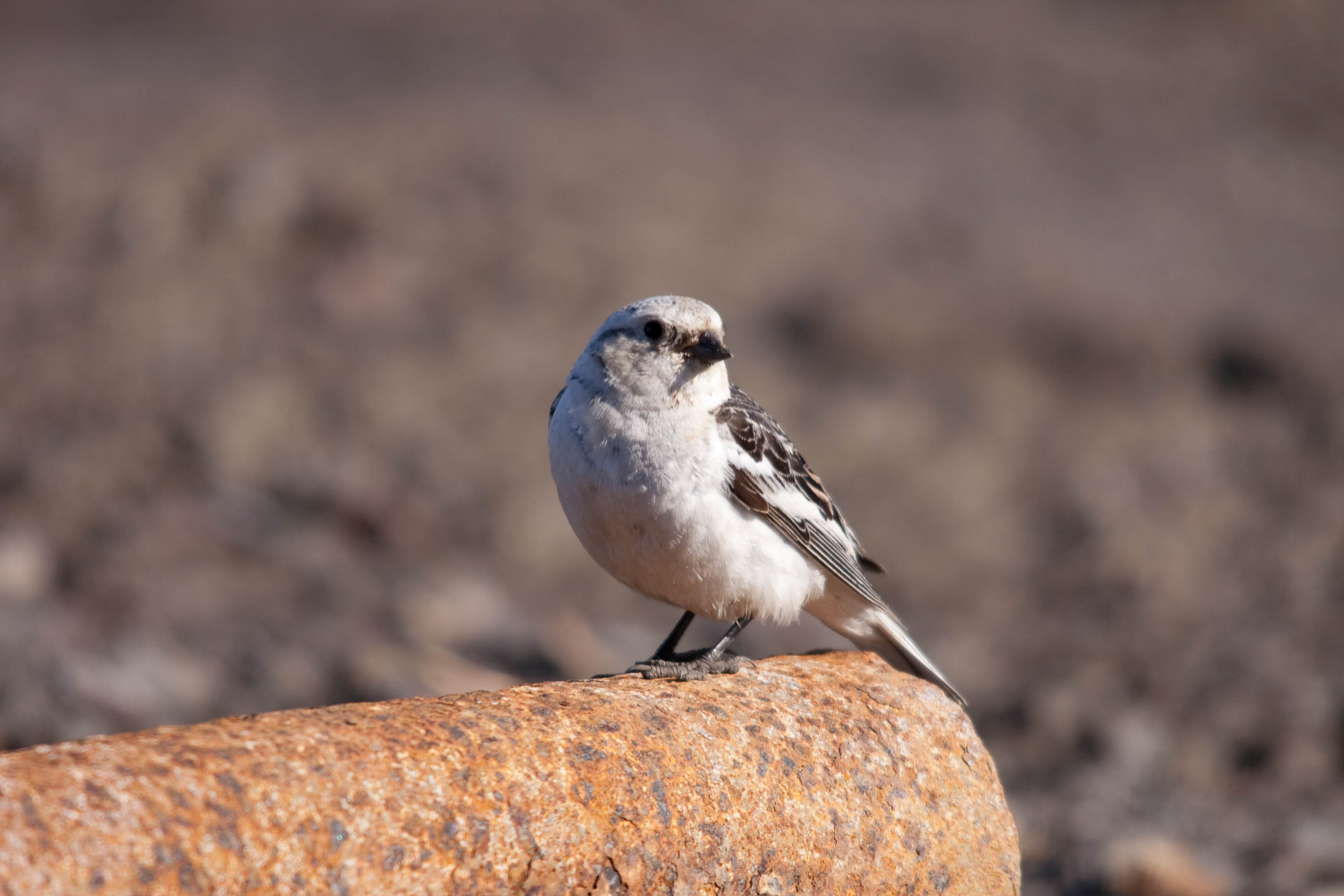
maschio alle Svalbard.

Lo zigolo delle nevi presenta distribuzione olartica, che durante l'ultima era glaciale era ancora più vasta, comprendendo anche gran parte dell'Europa.
Durante la stagione calda (marzo-agosto), questi animali nidificano lungo le aree costiere del Circolo polare artico (Groenlandia, Islanda, Highlands scozzesi, Norvegia, Russia settentrionale e nord-orientale, comprese Novaja Zemlja, Terra di Francesco Giuseppe e Wrangel, Alaska e nord del Canada, comprese le isole artiche canadesi): non esiste un limite settentrionale al loro territorio invernale, mentre il limite meridionale è rappresentato dalle ore di luce quotidiane, che ne influenzano l'attività riproduttiva.

Con l'approssimarsi del freddo (fine settembre), gli zigoli delle nevi migrano a sud nella fascia a clima boreale, nell'area di confine tra il Canada e gli Stati Uniti d'America, New England, Nuova Scozia, Manciuria, estremo oriente russo, Asia centrale, pianura sarmatica ed Europa orientale: esemplari isolati possono essere osservati anche in Europa centrale e in Nord Italia.
L'habitat riproduttivo dello zigolo delle nevi è rappresentato dalle aree rocciose della tundra artica, privilegiando quelle con presenza di vegetazione bassa e licheni: durante l'inverno, questi uccelli si spostano nelle aree aperte prative e nei pascoli montani, colonizzando anche le coltivazioni.

## Tassonomia
Se ne conoscono quattro sottospecie:
- Plectrophenax nivalis nivalis (Linnaeus, 1758) - la sottospecie nominale, diffusa nella maggior parte dell'areale occupato dalla specie;
- Plectrophenax nivalis insulae Salomonsen, 1931 - endemica dell'Islanda, con esemplari svernanti alle Faroe, alle Shetland e nelle Highlands scozzesi[26][27];
- Plectrophenax nivalis vlasowae Portenko, 1937 - diffusa nel jnord-est della Russia europea, in Siberia e in Kamchatka fino alle sponde occidentali dello Stretto di Bering, svernante in Asia centrale, sulle sponde settentrionali del Mar Caspio, in Mongolia, Manciuria, Transbajkalia, Sakhalin e alle isole Curili, accidentale a Hokkaidō ed in Corea;
- Plectrophenax nivalis townsendi Ridgway, 1887 - endemica delle isole del Commodoro, delle Aleutine e delle isole Pribilof;

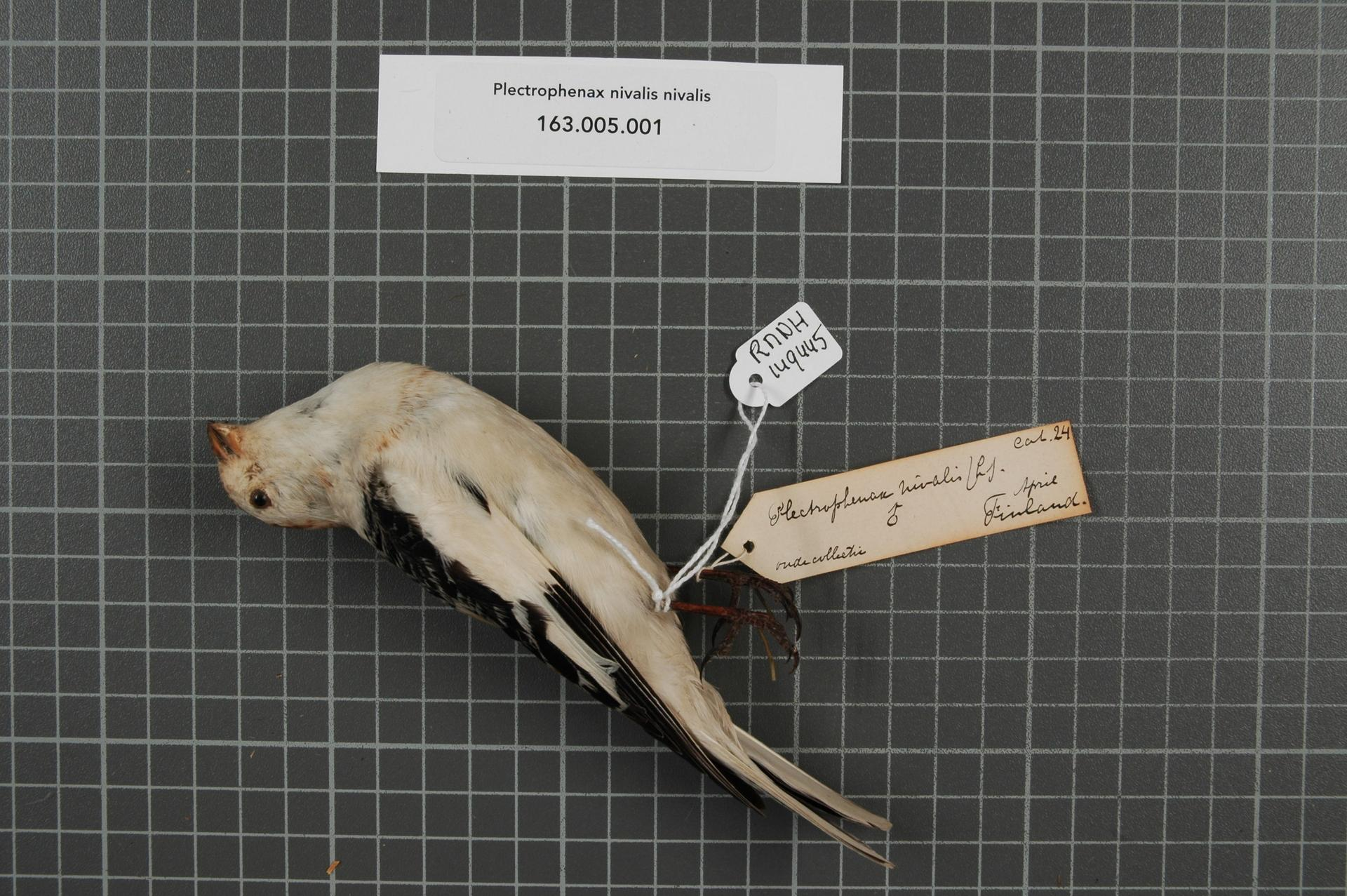
Maschio impagliato della sottospecie nominale.
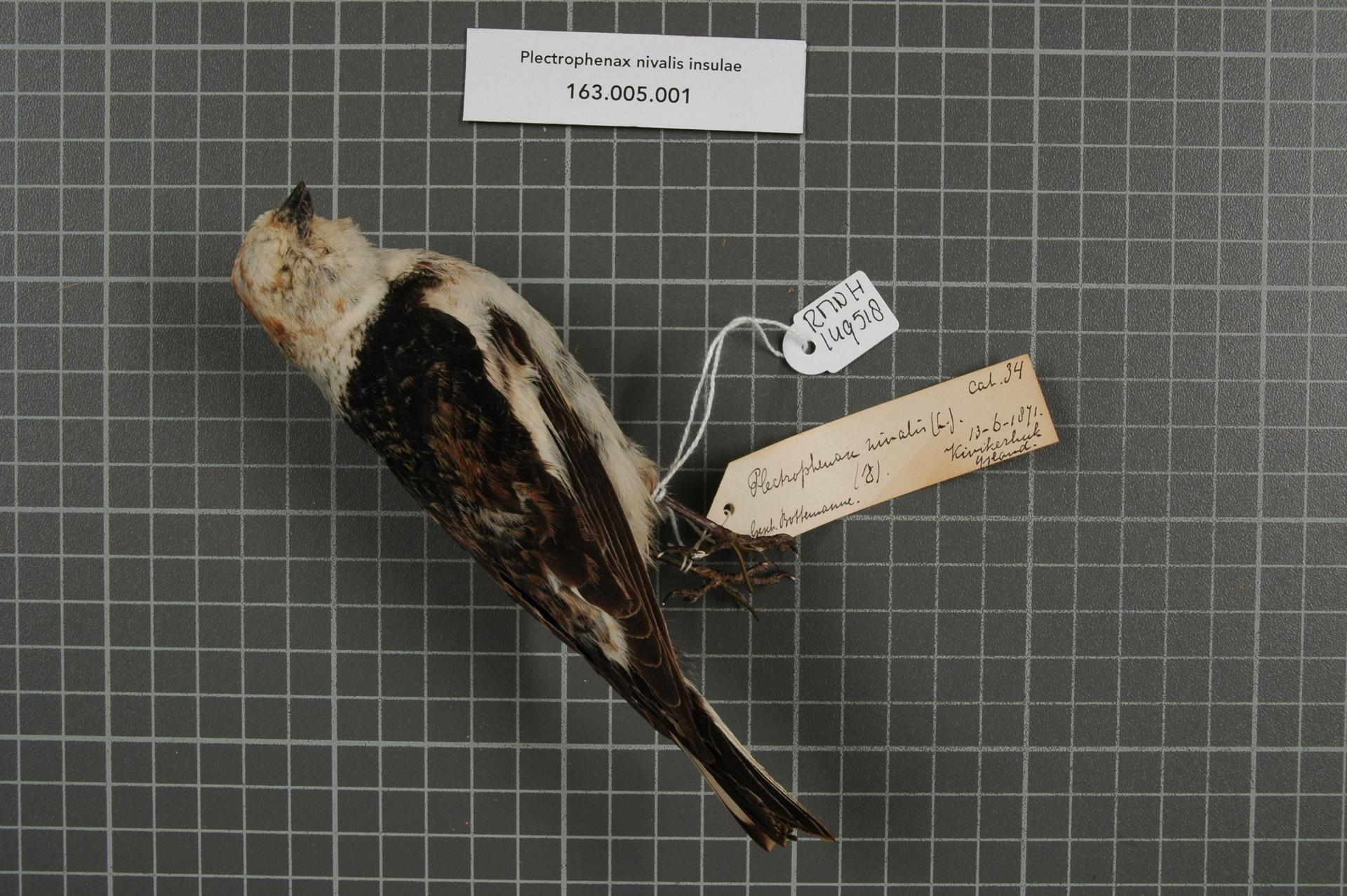
Maschio impagliato della sottospecie insulae.
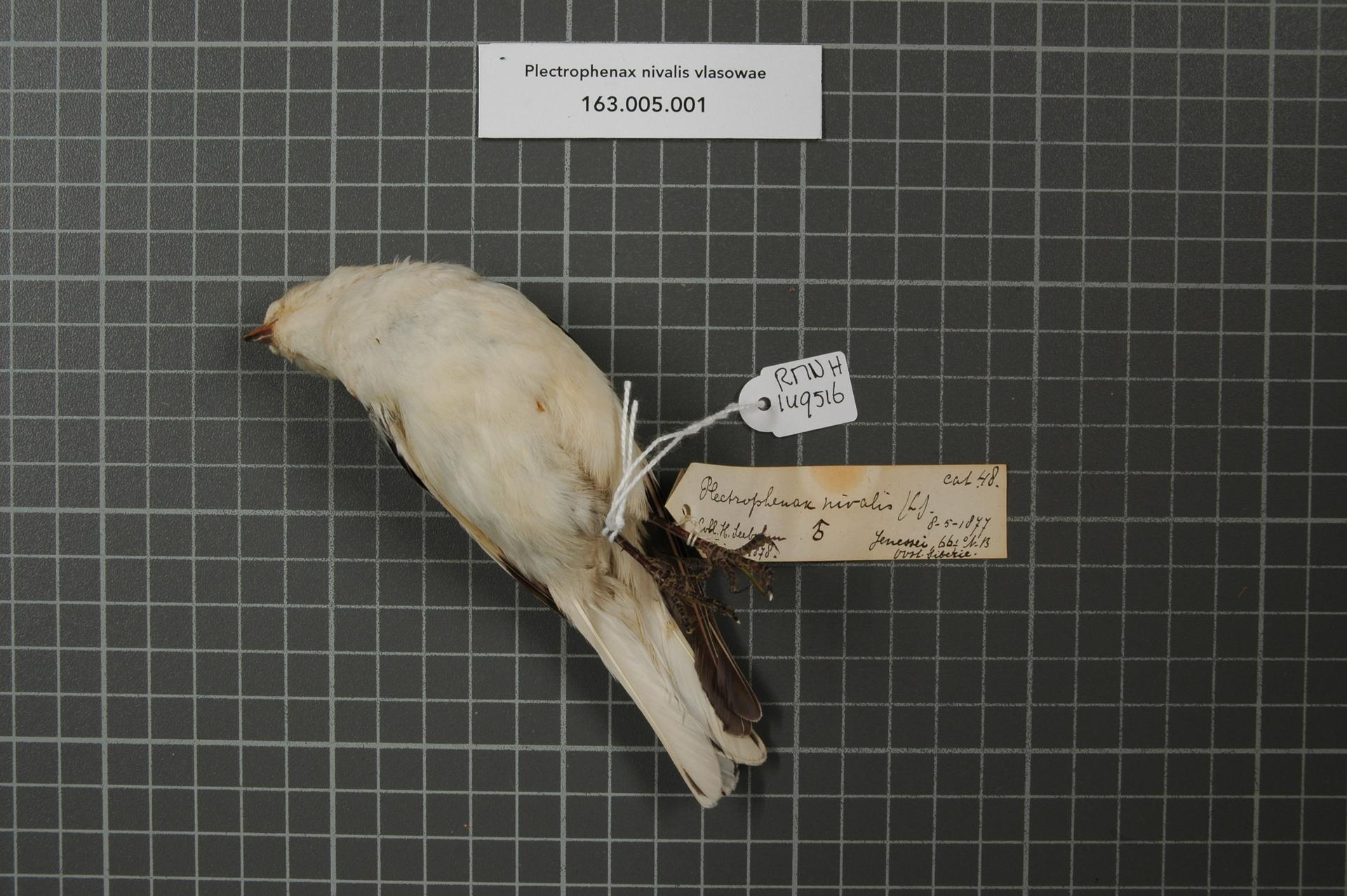
Maschio impagliato della sottospecie vlasowae.
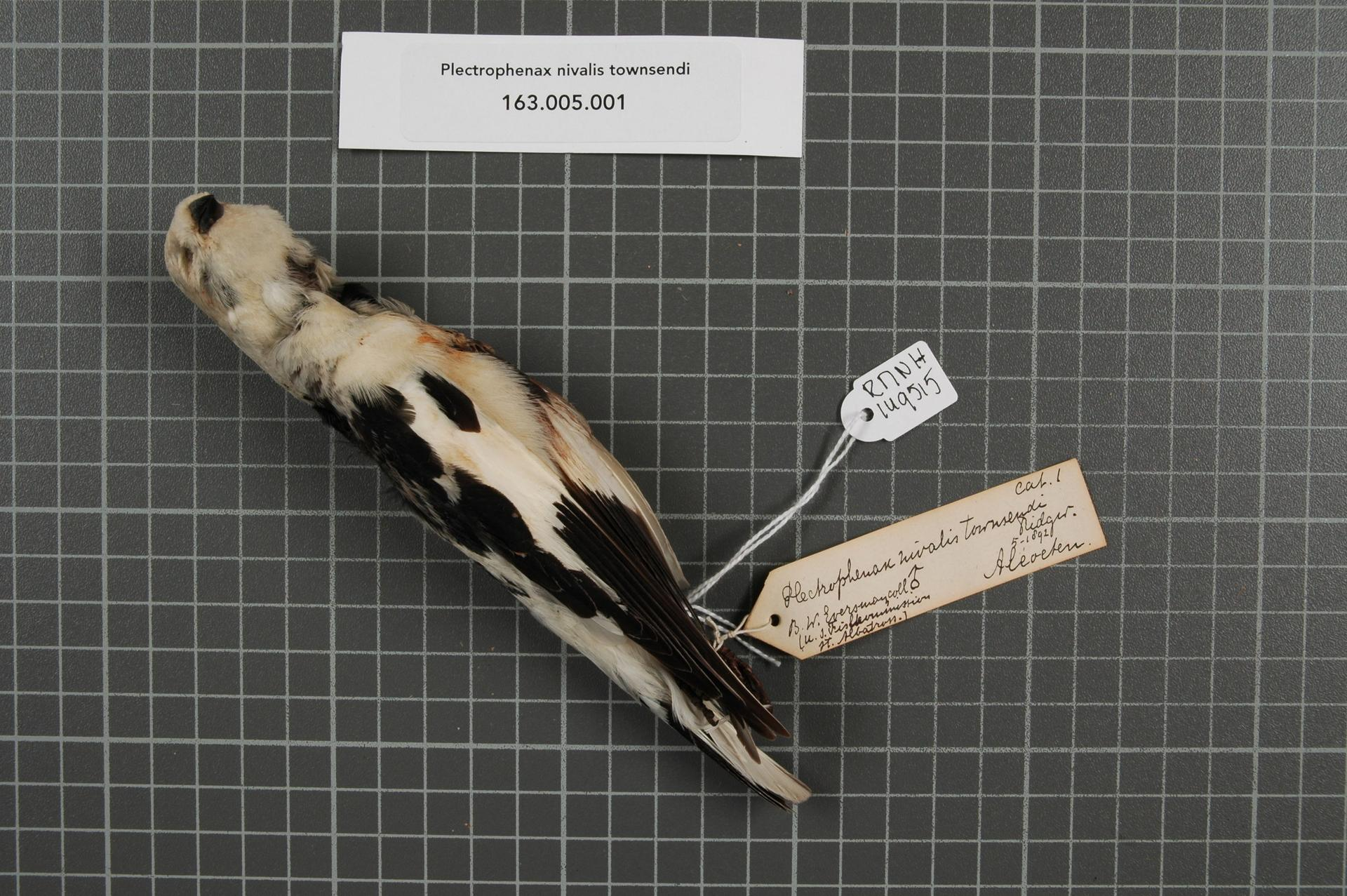
Maschio impagliato della sottospecie townsendi.

Alcuni autori sarebbero propensi a classificare lo zigolo di McKay come sottospecie dello zigolo delle nevi, col nome di P. nivalis hyperboreus: tuttavia, le due popolazioni differiscono nella livrea giovanile, nei richiami e nelle tempistiche di nidificazione, non ibridandosi nelle aree di sovrapposizione dell'areale.

La sistematica della specie è resa difficoltosa dall'ampio grado di variazione individuale nella colorazione e nella taglia, e richiede aggiornamento.